# Asadabad-e Pain
Asadabad-e Pain (em persa: اسدابادپايين, também romanizada como Asadābād-e Pā’īn; também conhecida como Asadābād-e Soflá, Asadābād-e Soflā e Asadābād-i-Khān) é uma aldeia do distrito rural de Mehrabad, no condado de Abarkuh, da província de Yazd, Irã.
No censo de 2006, sua população era de 218 habitantes, em 71 famílias.